# Гипокоагуляция
Гипокоагуляция (от греч. ὑπό — «под» и лат. coagulatio — свёртывание, сгущение, укрупнение) — это снижение способности крови сворачиваться с появлением склонности к повторным кровотечениям и кровоизлияниям (спонтанным или после незначительных травм). Кровотечения могут иметь на коже вид точек или небольших высыпаний. Кровоизлияние может происходить не только в подкожном пространстве, но и в мышцах, а также суставах. В основе снижения свертываемости крови лежат следующие механизмы: 1) снижение концентрации в крови прокоагулянтов; 2) недостаточная активация прокоагулянтов; 3) повышенная концентрация или чрезмерная активация антикоагулянтов; 4) повышенная концентрация или чрезмерное усиление активности фибринолитических факторов.

## Первый механизм
Дефицит прокоагулянтов попадается весьма часто. Он может быть определен тромбоцитопенией, тромбоцитопатией, слабым либо нарушенным синтезом разных плазменных причин свертывания.

## Второй механизм
Недостаточная активация прокоагулянтов (при их нормальной концентрации) во многом связана со снижением активирующей роли тромбоцитов (дефицит фактора 3, АДФ). Как правило, наблюдается при выраженной тромбоцитопении или тромбоцитопатии. Нарушение активации прокоагулянтов может быть вызвано также расстройствами функционирования калликреин-кининовой системы (при болезни печени, сепсисе, обширном воспалительном процессе или наследственном дефиците компонентов этой системы).

## Третий механизм
Третий механизм гипокоагуляции связан с высокой плотностью, либо излишней активацией антикоагулянтов. Например, при анафилактическом шоке, других аллергических реакциях, некоторых лейкозах, лучевой болезни возможно возникновение гипергепаринемии. При патологии печени может возрастать активность антитромбопластинов. Наконец, при аутоиммунных заболеваниях описано появление в крови патологических белков, обладающих антикоагулянтной активностью.

## Четвёртый механизм
Чрезмерная активация фибринолитических механизмов. Массивное выделение в кровь тканевых активаторов плазминогена может происходить при обширных травмах, ожогах, некрозе тканей, различных токсических состояниях. Аналогичную роль могут сыграть микробные киназы при тяжелых инфекционных заболеваниях. Гипокоагуляция в условиях избытка плазмина объясняется тем, что он расщепляет не только фибрин и фибриноген, но также факторы свертывания V, VIII и другие.